# جان کمبل (بازیکن فوتبال، زاده ۱۹۸۸)
جان کمبل (انگلیسی: John Campbell؛ ‏تلفظ نام‌خانوادگی: ‎/ˈkæmbəl/‎؛ ‏ زادهٔ ۲۳ نوامبر ۱۹۸۸) بازیکن فوتبال اهل بریتانیا است.
از باشگاه‌هایی که در آن بازی کرده‌است می‌توان به باشگاه فوتبال آکسفورد یونایتد، باشگاه فوتبال تورکی یونایتد، و باشگاه فوتبال دارلینگتون اشاره کرد.